# Polyrhachis banghaasi
Polyrhachis banghaasi é uma espécie de formiga do gênero Polyrhachis, pertencente à subfamília Formicinae.